# Изкуството да живееш (фондация)
Фондацията „Изкуството да живееш“ или AOL (на английски: Art Of Living), е най-голямата международна, неправителствена, образователна и хуманитарна организация с идеална цел, която изпълнява програми в над 155 страни.
Oснована е през 1981 г. от Шри Шри Рави Шанкар с идеята за създаване на общество без стрес и без насилие. Работи със специален консултативен статут към Икономическия съвет на ООН и сътрудничи със Световната здравна организация.
Фондация „Изкуството да живееш“ провежда образователни програми за самоусъвършенстване, които предлагат техники за освобождаване от стрес, подобряване на здравето, концентрацията и паметта, повишаване на съзнанието и постигане на хармонични отношения между хората. Образователните програми на фондацията обхващат всички възрасти и сектори в обществото, включително деца, студенти, служители във фирми и институции и други. Над 30 милиона души са преминали през тези програми, чиято цел е да възстановяват човешките ценности и насърчават хора с всякакъв произход, религия и културни традиции да се съберат заедно, за да празнуват различията и да служат на обществото. Днес „Изкуството да живееш“ е една от най-големите доброволчески организации в света с над 110 милиона човекочаса, вложени в служба към обществото.

## Мисия
Мисията на „Изкуството да живееш“ е глобализиране на духовността и постигане на мир на нивото на индивида, обществото, нацията и света като цяло.

## България
„Изкуството да живееш“ развива дейността си в България от 12 години и към момента е регистрирана като фондация в обществена полза и е записана в Централния регистър на Министерството на правосъдието (ЦРЮЛНЦ).
През октомври 2006 г. организацията стартира инициативата „Здрава и щастлива България“ с провеждането на редица срещи на високо равнище в Министерството на образованието, Министерството на правосъдието, Министерството на труда и социалната политика, Държавната агенция за младежта и спорта, Държавната агенция за закрила на детето и в голям брой общини и университети. На тези срещи са обсъдени възможности за съвместна работа и като резултат от тях стотици общински служители, в това число и от Столична община, както и служители в затворите, преминаха през антистрес програмите на фондацията.
Над 20 000 души, в това число и деца, ученици и студенти, са участвали в курсовете на фондация „Изкуството да живееш“ в 32 български града. Завършилите курсовете имат възможност да организират и участват като доброволци в хуманитарните акции на фондацията, които включват: доброволческа помощ в домове за стари хора, специализирани програми за стимулиране на човешките ценности у децата в домовете за деца, лишени от родителски грижи, с програмите „Детство без агресия“, почистване на паркове, пребоядисване на детски площадки за игра и засаждане на дръвчета.
През ноември 2006 г. с подкрепата на Министерството на правосъдието на Република България фондация „Изкуството да живееш“ стартира хуманитарен проект „Свобода зад решетките“ с преподаването на антистрес програмата на „Изкуството да живееш“ за служители и лишени от свобода в българските затвори и пробационни служби. Целта на проекта е подобряване на физическото и психическото здраве на служителите и лишените от свобода в затворите. В проведените над 60 програми са участвали повече от 1000 служители и лишени от свобода, като проведено международно изследване показа изключително положителни резултати.
През септември 2008 г. фондация „Изкуството да живееш“, България, придобива лиценз от Държавната агенция за закрила на детето за преподаване на детските и младежките програми „NAP“, „ART Excel“, „YES!“ и „YES!+“. През април 2009 г. Шри Шри Рави Шанкар посети България и за първи път хуманитарен деец и духовен учител от Индия е приет толкова добре от българските държавници, общество и медии. През юли 2011 г. „Изкуството да живееш“, България, представи достойно страната си по време на Световния фестивал на културата, честващ 30-годишния юбилей на фондацията, с грандиозно хоро от 2000 души на Олимпийския стадион в Берлин.

## Курсове
Фондацията „Изкуството да живееш“ предлага различни курсове за облекчаване от стрес, личностно развитие и духовно израстване:
- „Изкуството да живееш“ (основен курс): Дихателни упражнения включващи Сударшан Крия (за лица над 18-годишна възраст)
- „Art Excel“: курс за деца от 8 до 13-годишна възраст
- „YES!“ (на английски: Youth Empowerment Seminar): курс за тийнейджъри (14 – 18 години)
- „YES!+“: курсове за младежи (18 – 30 години)
- „Шри Шри Йога“: 10-часова програма, включваща йога, медитация и хранителни навици.
- „Изкуството на медитацията“ (Сахадж Самади)
- „Изкуството на тишината – Част 2“ (на английски: Art of Silence): курс за мир, щастие и духовно израстване с вярата, че „Тишината“ дава сила
- „DSN“ (на английски: Do Something Now): курс за цялостното развитие на личността и придобиване на лидерски умения